# سعیدبایوو
سعیدبایوو (انگلیسی: Saitbayevo) یک شهرک در شهرستان بورایفسکی باشقیرستان کشور روسیه است.